# Aldeia da Ribeira
Aldeia da Ribeira is een plaats (freguesia) in de Portugese gemeente Sabugal en telt 200 inwoners (2001).